# Nestóride

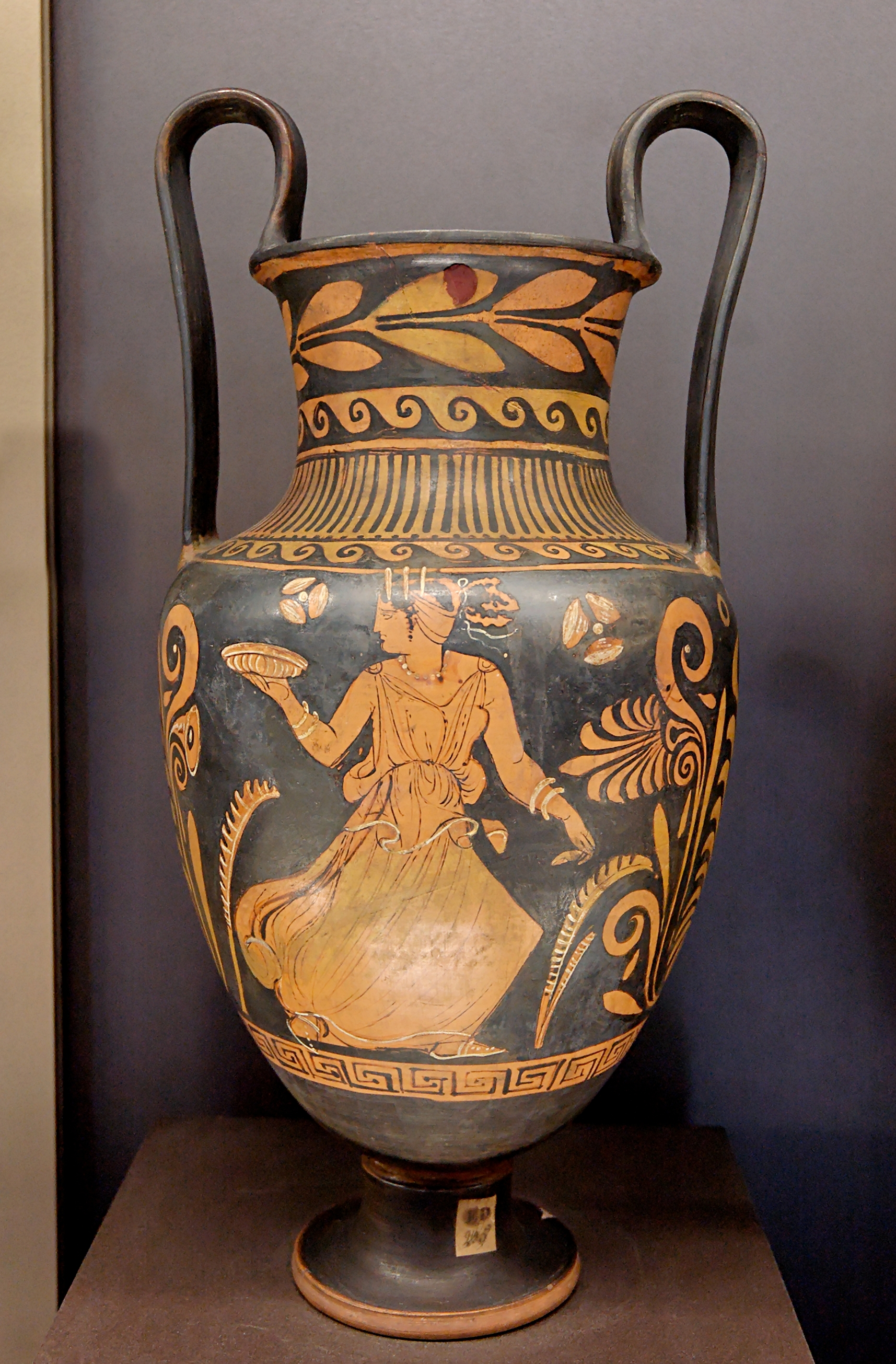
Mujer con una fíala; nestóride lucana de figuras rojas (tipo III) del Pintor de Primato, c. 360-350 a. C., Museo del Louvre.

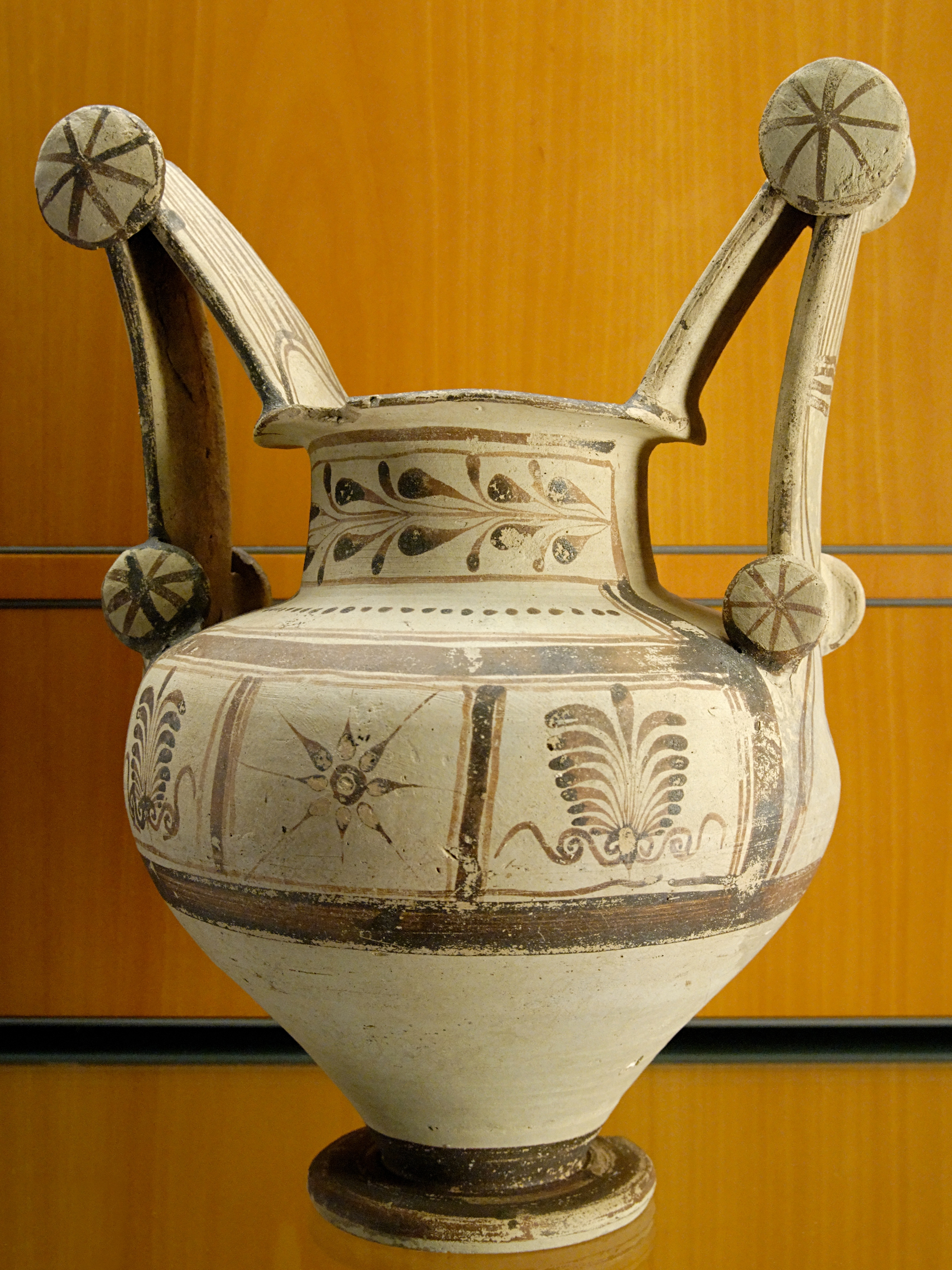
Nestóride mesapia (tipo I),, Museo de Bellas Artes de Lyon.

La nestóride (en griego antiguo: νεστοϱίς) es un tipo de vaso que se pintó de forma figurativa en la pintura de vasos lucanos a partir de finales del siglo V a. C., pero no fue hasta mediados del siglo IV a. C. cuando la forma se introdujo también en la cerámica apulia. Es probable que la forma haya sido adoptada de la cerámica mesapia. Fuera de estas tres zonas, la forma no se extendió.
La nestóride se conoce en varias formas diferentes. La típica es un cuerpo ovoide con asas laterales. Las asas se elevaban desde el hombro de la vasija y llegaban hasta el labio de la misma. A menudo las asas estaban decoradas con discos. La mayoría de las veces se muestran escenas con nativos itálicos, por ejemplo imágenes con despedidas de guerreros. Parece seguro un uso en relación con el culto, pero el uso exacto no está claro.